# Giuseppe Sercognani
Giuseppe Sercognani (Faenza, 4 maggio 1781 – Versailles, 9 dicembre 1844) è stato un patriota italiano.
Colonnello della Repubblica cisalpina, divenne comandante della guardia nazionale di Pesaro per il conto del governo delle Province Unite Italiane durante i moti del 1830-31. Sercognani prese San Leo e Ancona, dopodiché marciò su Roma seguendo la direttrice Macerata - Foligno - Spoleto - Terni - Amelia- Calvi - Magliano Sabina con i volontari della Vanguardia (circa 2.500 uomini) ottenendo successi negli scontri di Otricoli, di Calvi e di Magliano Sabina, ma fu respinto dalle truppe pontificie a Rieti.